# Iuri Agàrkov
Iuri Agàrkov (Kremennaia, óblast de Luhansk, 8 de gener de 1987) és un ciclista ucraïnès, professional des del 2007 i que actualment milita a l'equip Lvshan Landscape. Del seu palmarès destaca el Gran Premi de Donetsk de 2011.

## Palmarès
- 2008
  - Vencedor d'una etapa al Triptyque des Monts et Châteaux
- 2008
  - Vencedor d'una etapa a la Polònia-Ucraïna
- 2010
  - Vencedor d'una etapa al Tour de Szeklerland
- 2011
  - 1r al Gran Premi de Donetsk